# Happenstance
Happenstance è il primo album discografico della cantante statunitense Rachael Yamagata, pubblicato nel giugno 2004 negli Stati Uniti e nel maggio 2005 nel Regno Unito.

## Tracce
1. "Be Be Your Love"  (Rachael Yamagata and John Alagia) —4:12
2. "Letter Read"  (Rachael Yamagata) —3:44
3. "Worn Me Down"  (Rachael Yamagata) —3:42
4. "Paper Doll"  (Rachael Yamagata and Kevin Salem) —5:15
5. "I'll Find a Way"  (Rachael Yamagata) —5:14
6. "1963"  (Rachael Yamagata and Mark Batson) —4:02
7. "Under My Skin"  (Rachael Yamagata) —4:11
8. "Meet Me by the Water"  (Rachael Yamagata) —3:58
9. "Even So"  (Rachael Yamagata) —4:18
10. "I Want You"  (Rachael Yamagata and Dan Wilson) —2:56
11. "Reason Why"  (Rachael Yamagata) —5:06
12. "Moments with Oliver" [instrumental]  (Rachael Yamagata) —1:02
13. "Quiet"  (Rachael Yamagata) —6:02
14. "Ode To..." [unlisted track]  (Rachael Yamagata) —5:47